# پل کمپل (بازیکن فوتبال)
پل کمپل (انگلیسی: Paul Campbell؛ زادهٔ ۲۹ ژانویهٔ ۱۹۸۰) بازیکن فوتبال اهل بریتانیا است.
از باشگاه‌هایی که در آن بازی کرده‌است می‌توان به باشگاه فوتبال دارلینگتون اشاره کرد.